# Walter von Lom

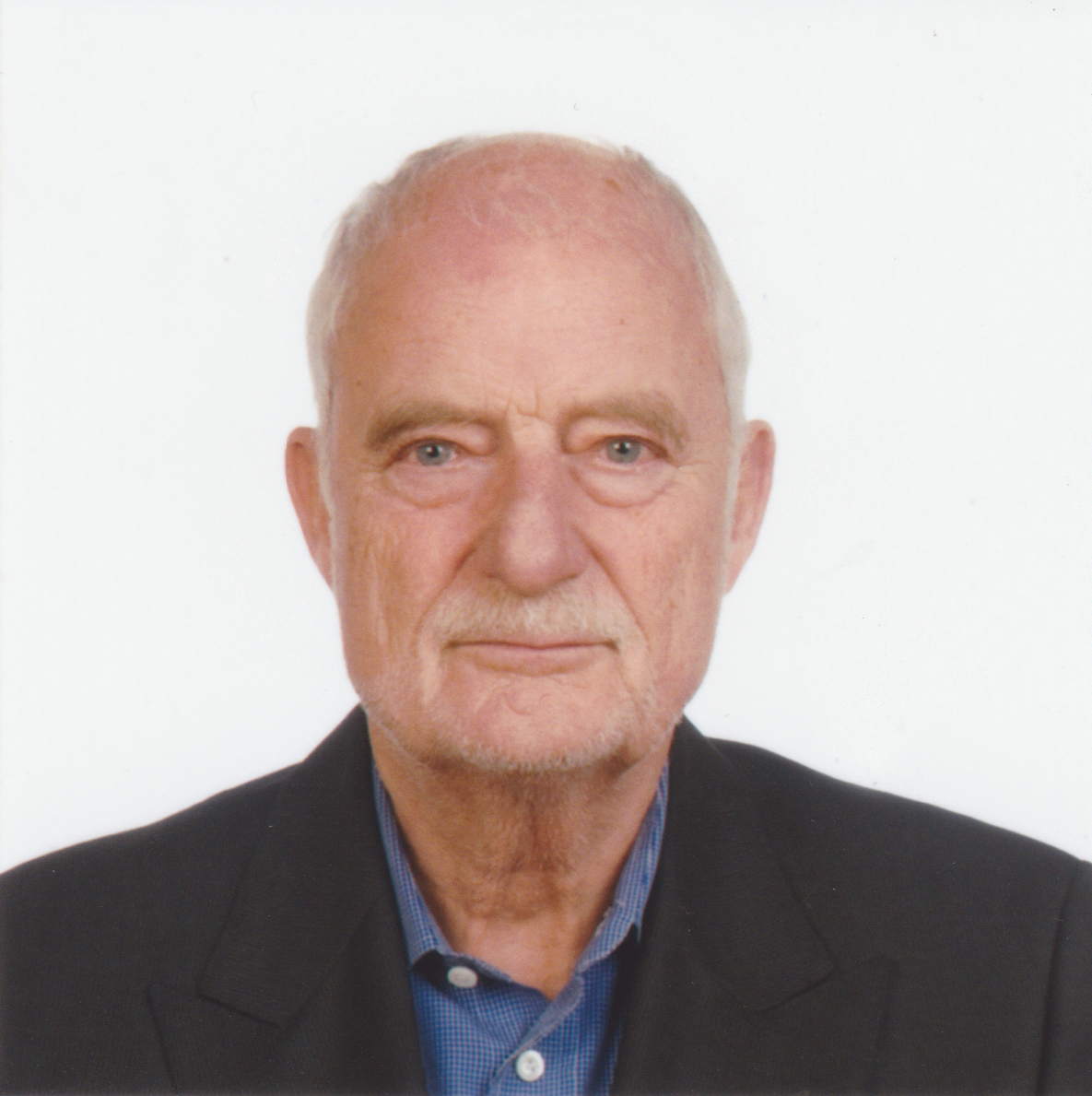
Walter von Lom

Walter von Lom (* 16. Juli 1938 in Krefeld) ist ein deutscher Architekt.

## Leben
Walter von Lom wuchs in Wiesbaden und Bonn auf. Er studierte Architektur an der Rheinisch Westfälischen Technischen Hochschule Aachen bei Fritz Eller, Rudolf Steinbach und später Gottfried Böhm und schloss mit Diplom ab. Er war verheiratet mit Ursula von Lom (* 14. Juli 1938; † 10. Februar 2012). Sie begleitete und organisierte seine gesamte berufliche Laufbahn. Aus der Ehe gingen drei Töchter hervor. Lom lebt in Köln.
Von 1966 bis 1972 war er Mitarbeiter von Margot und Joachim Schürmann, wo er 1969/70 maßgeblich am Wettbewerbsentwurf Kölner Wohnwquartier Martinsviertel mitarbeitete. 1972 machte er sich selbstständig. Sein Büro in der Rheingasse 16 ist seit 1975 Arbeits- und Wohnort. Seit 1977 war Lom in etwa 350 Preisgerichten tätig. Neben der Bautätigkeit war er berufsständisch in vielen Gremien aktiv: 1987 bis 1991 Vorsitzender des BDA Köln, 1988 bis 1996 Vorsitzender des Gestaltungsbeirates Köln, 1996 bis 1999 Präsidiumsmitglied des Bundes Deutscher Architekten, 2003 bis 2009 Vorsitzender des Architekturforums Rheinland, seit 2012 im Vorstand des Fördervereins Baukunst Archiv NRW. Er ist Mitglied der Deutschen Akademie für Städtebau und Landesplanung und des Deutschen Werkbundes.
1993 machte er die Architekten Hubert Meuser, Dierk und Siegfried Ellegiers zu seinen Partnern. Mit diesen gründete er 1999 die von Lom Planungs GmbH für Generalplanung und städtebauliche Aufgaben. 2012 zog sich Lom aus der praktischen Bautätigkeit zurück. Er wirkt weiter als Preisrichter und Berater in Gremien zur Pflege und Unterstützung baukultureller Belange.

## Werke und Auszeichnungen

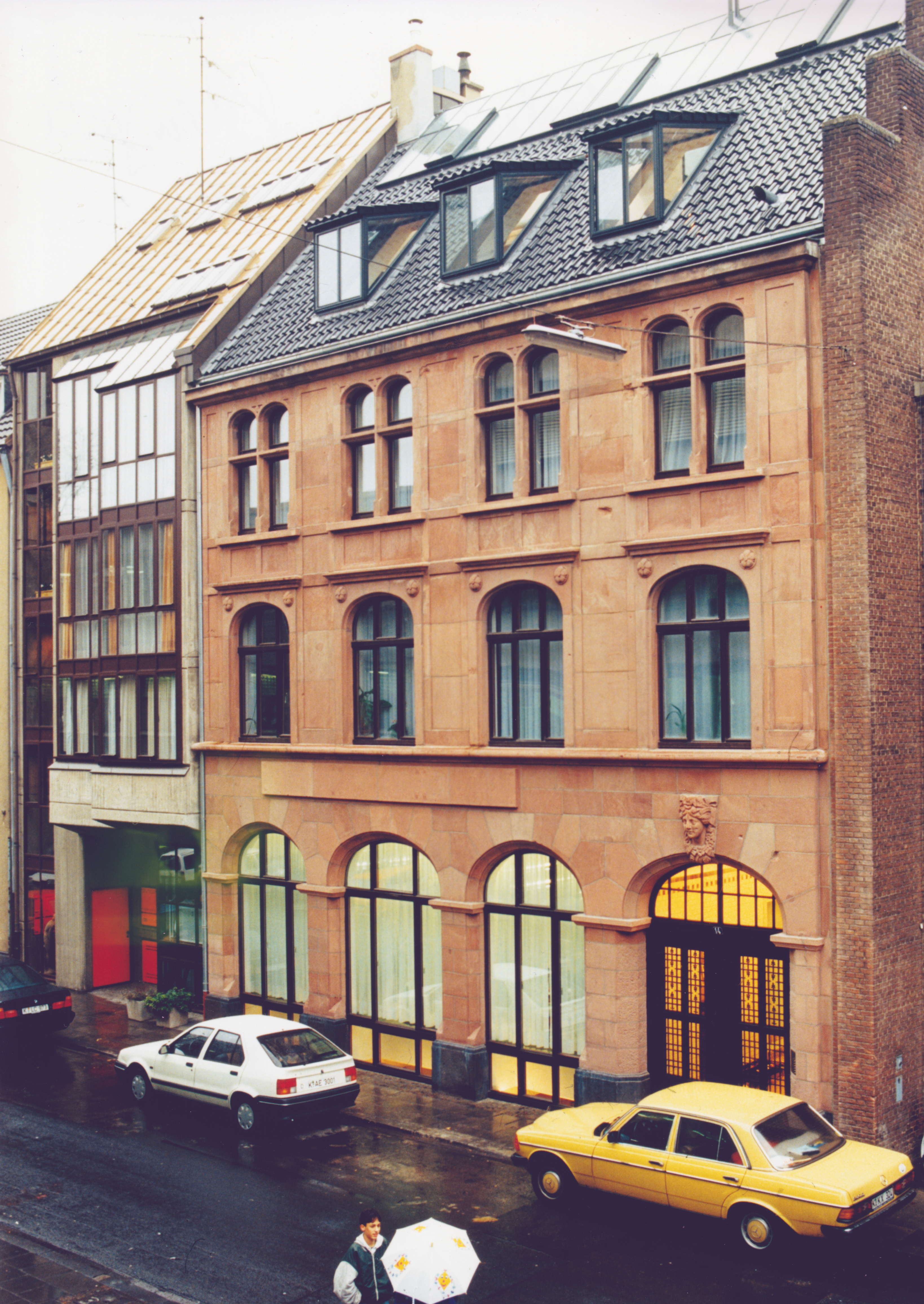
Büro- und Wohnhaus Rheingasse 14–16, Köln
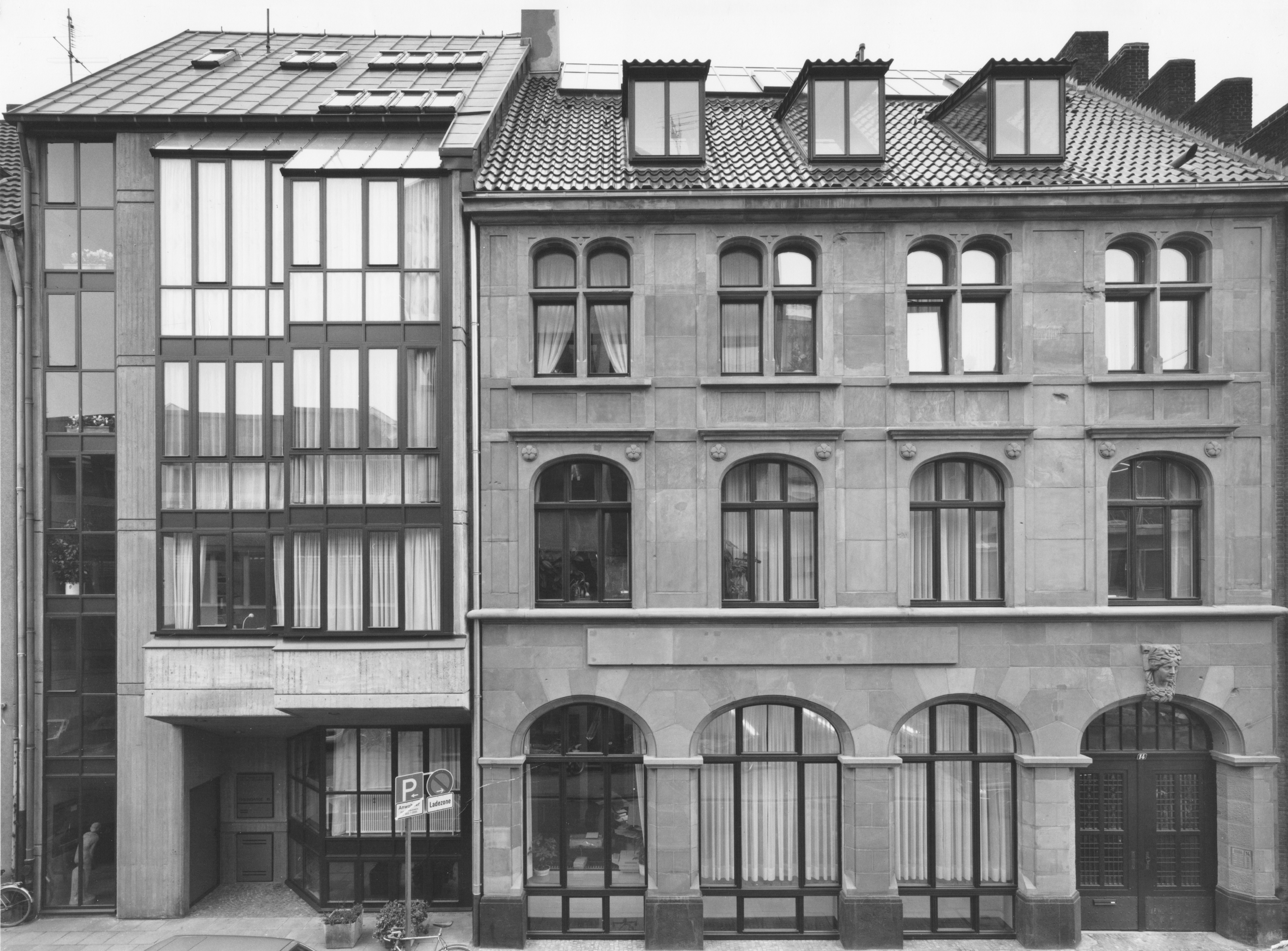
Rheingasse 14–16, Köln, 1994 – Frontsicht
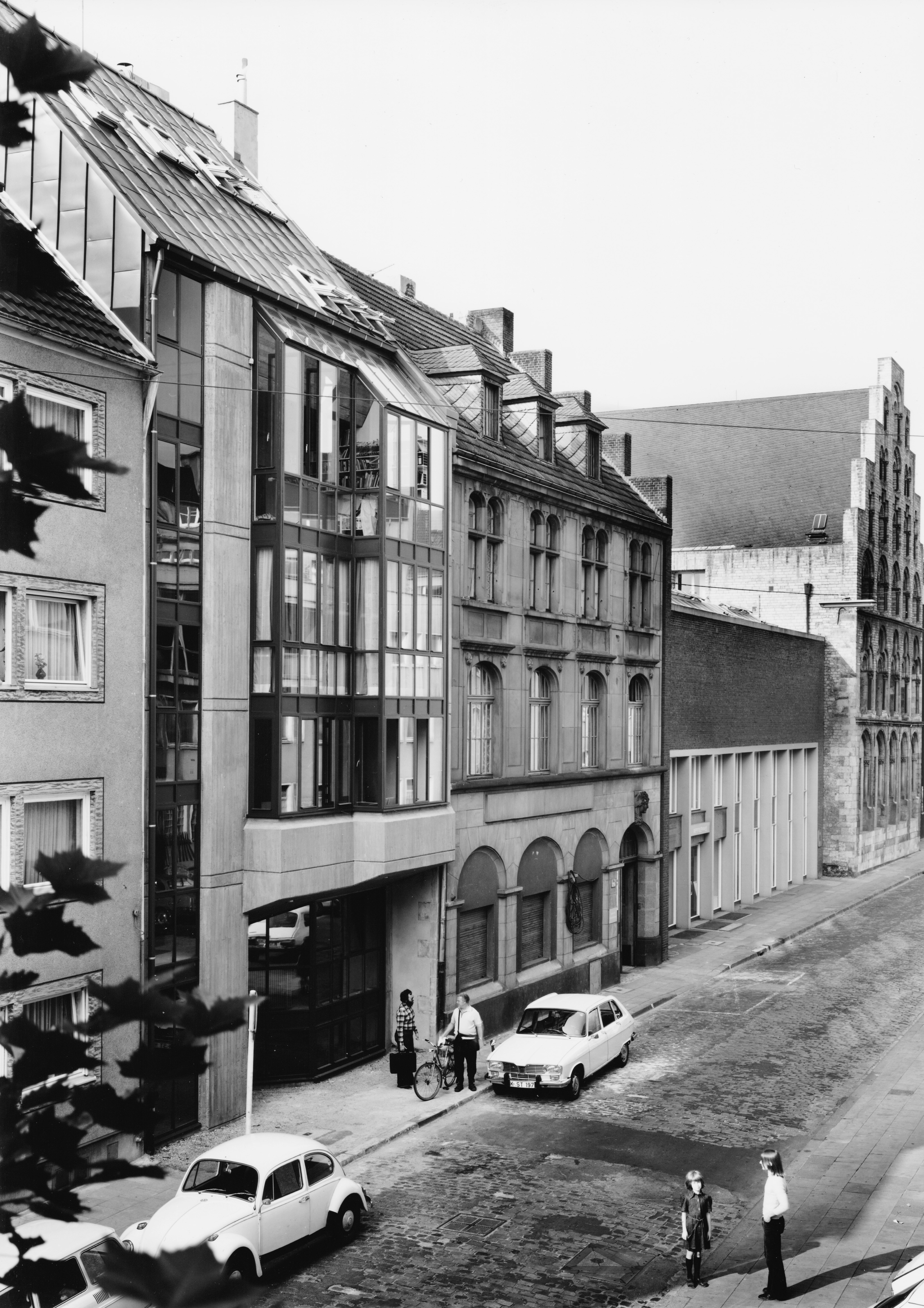
Rheingasse 14–16, Köln – links
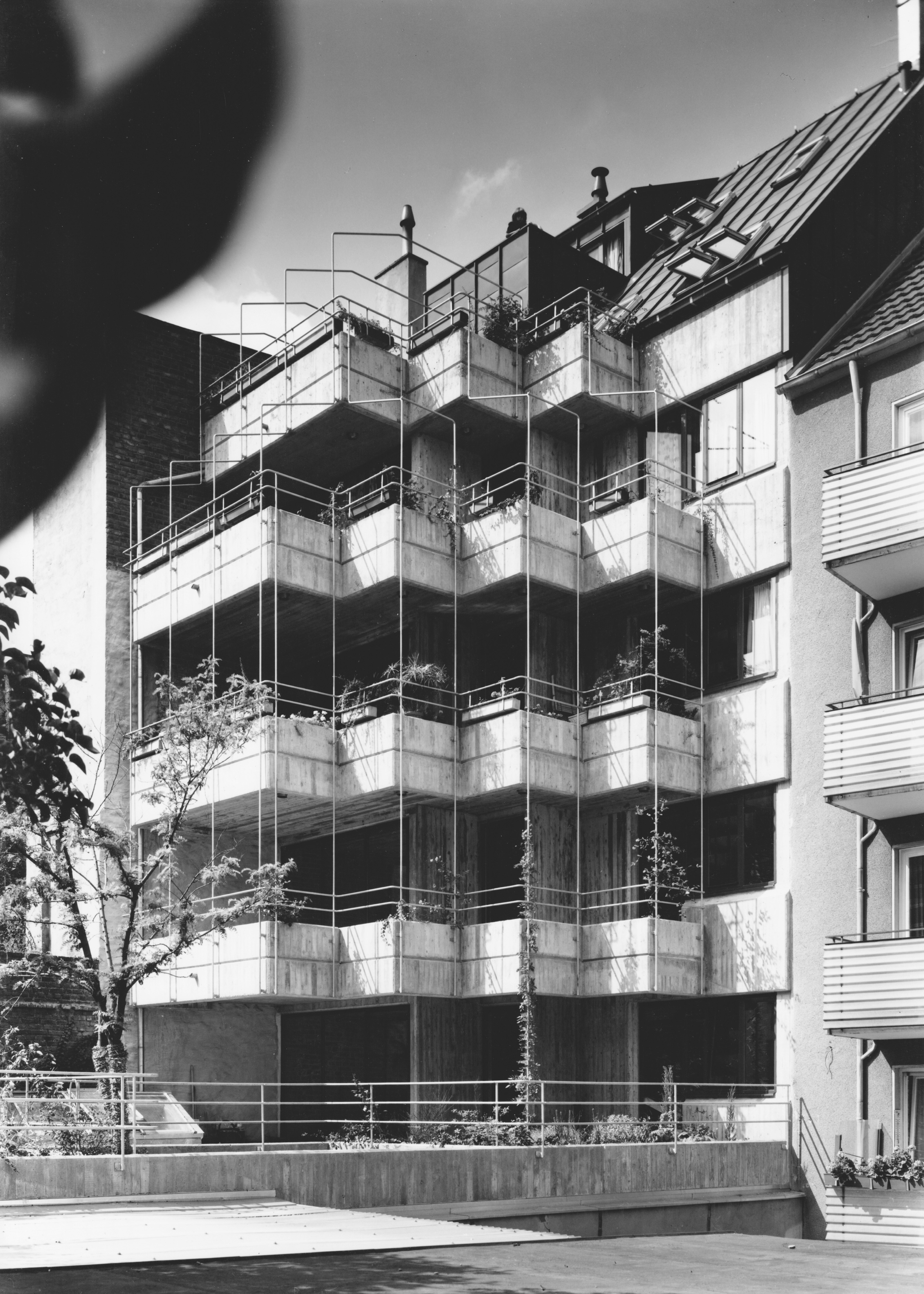
Rheingasse 16, Köln – Gartenseite
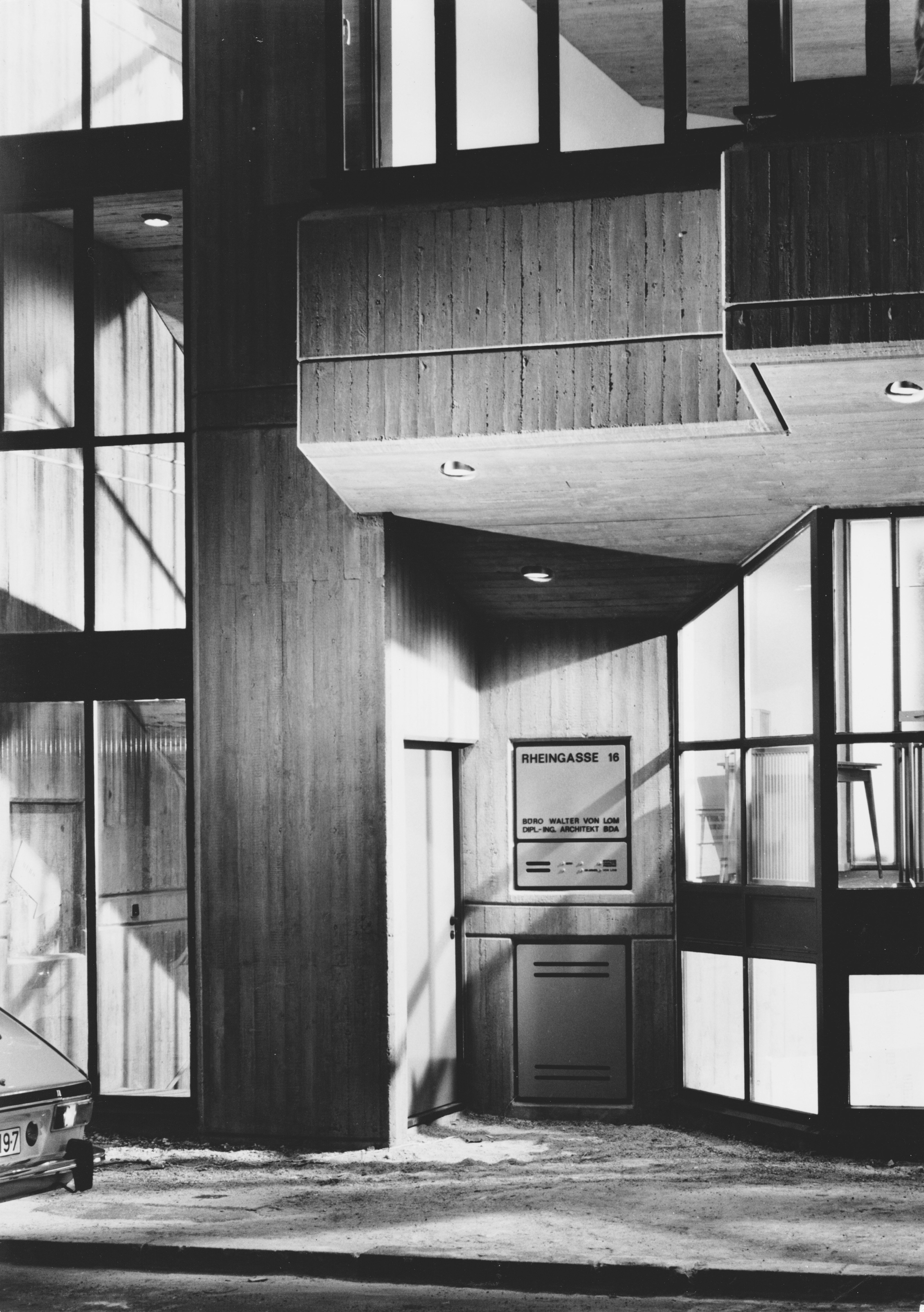
Rheingasse 16, Köln – Hauseingang
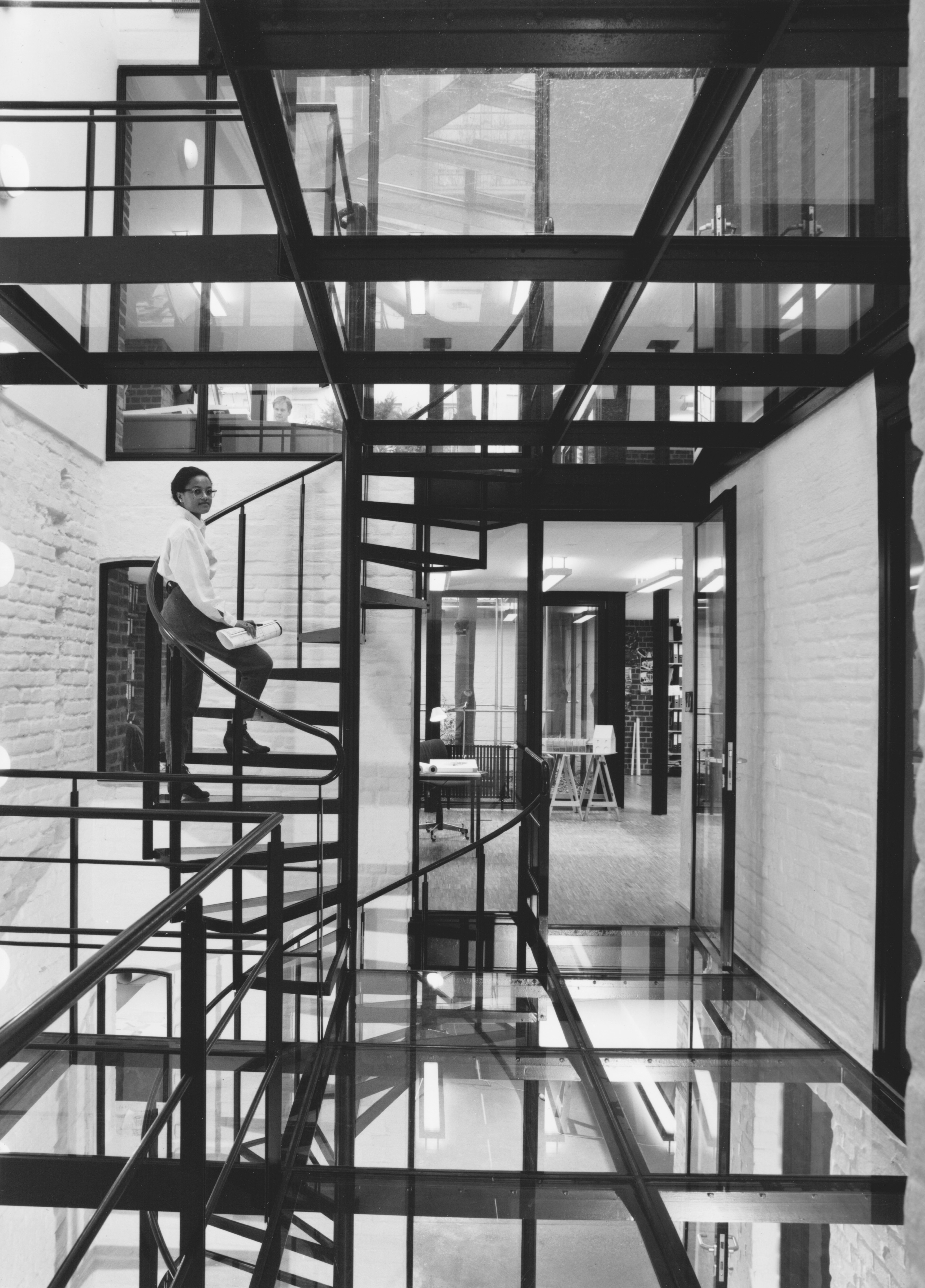
Rheingasse 14, Köln – Büro
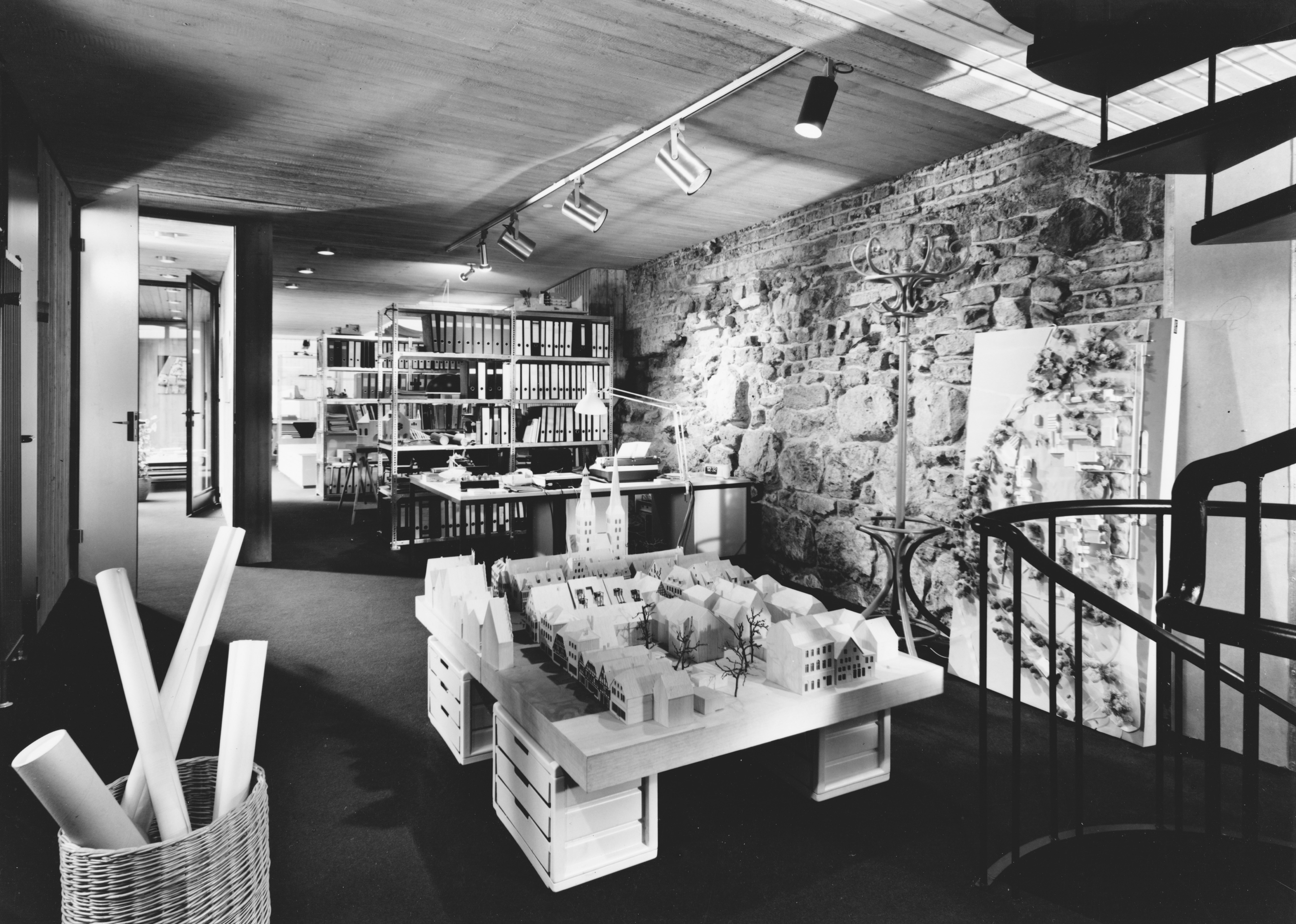
Rheingasse 16, Köln – Büro
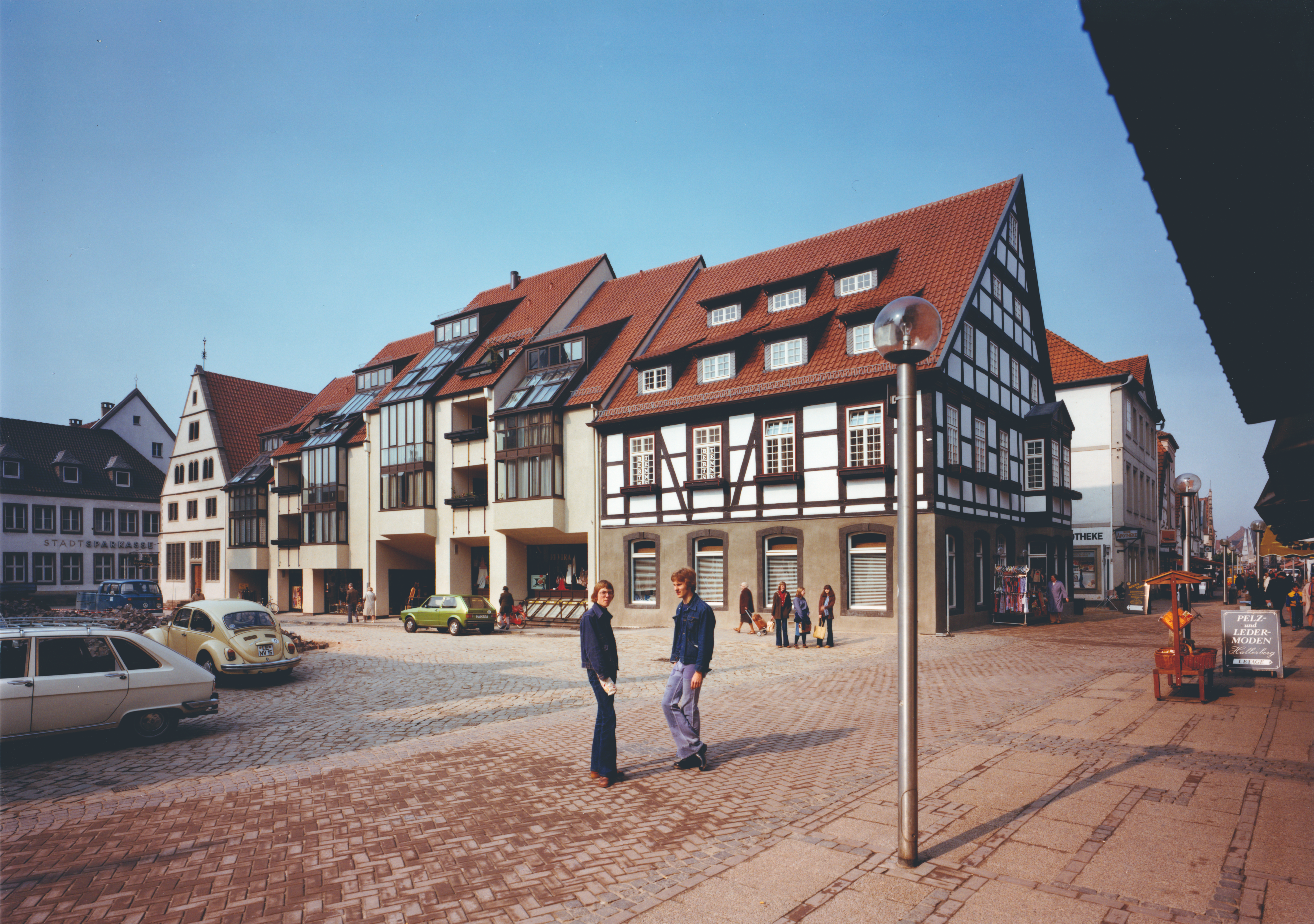
Lemgo Innenstadt-Sanierung (Kramerstraße 6–8)
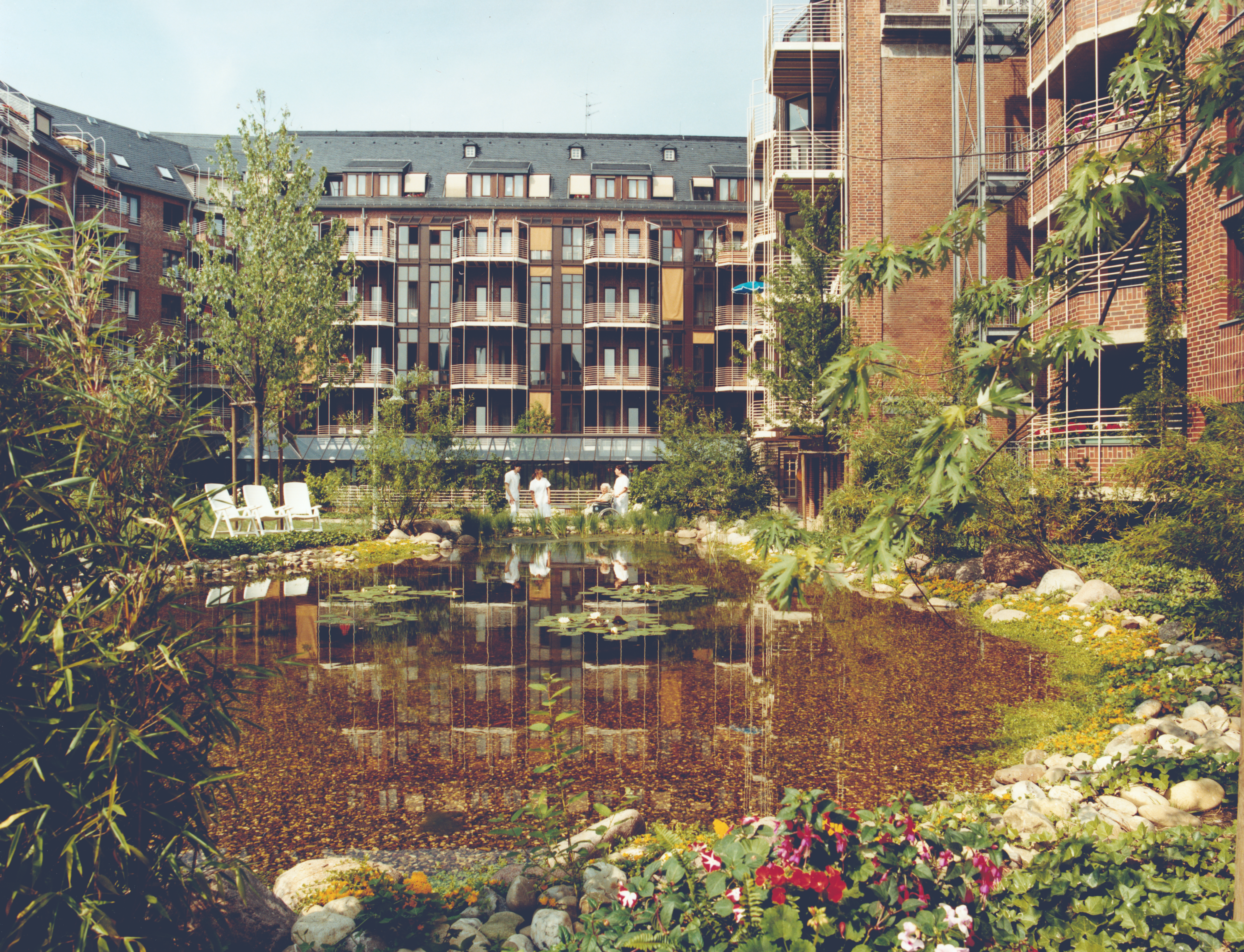
Innenhof Altenzentrum St. Vincenz Köln
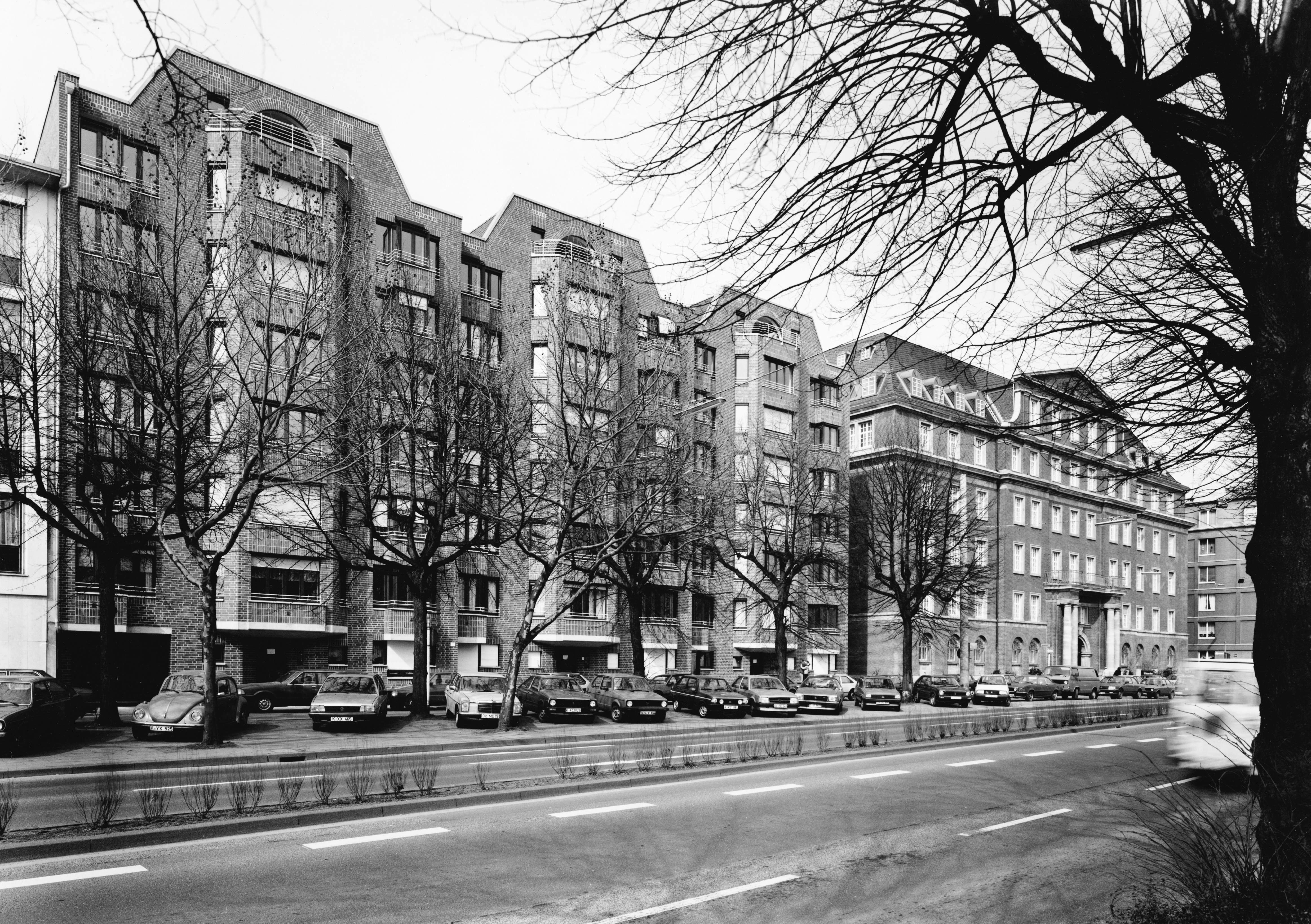
Altenheim St. Vincenz in Köln
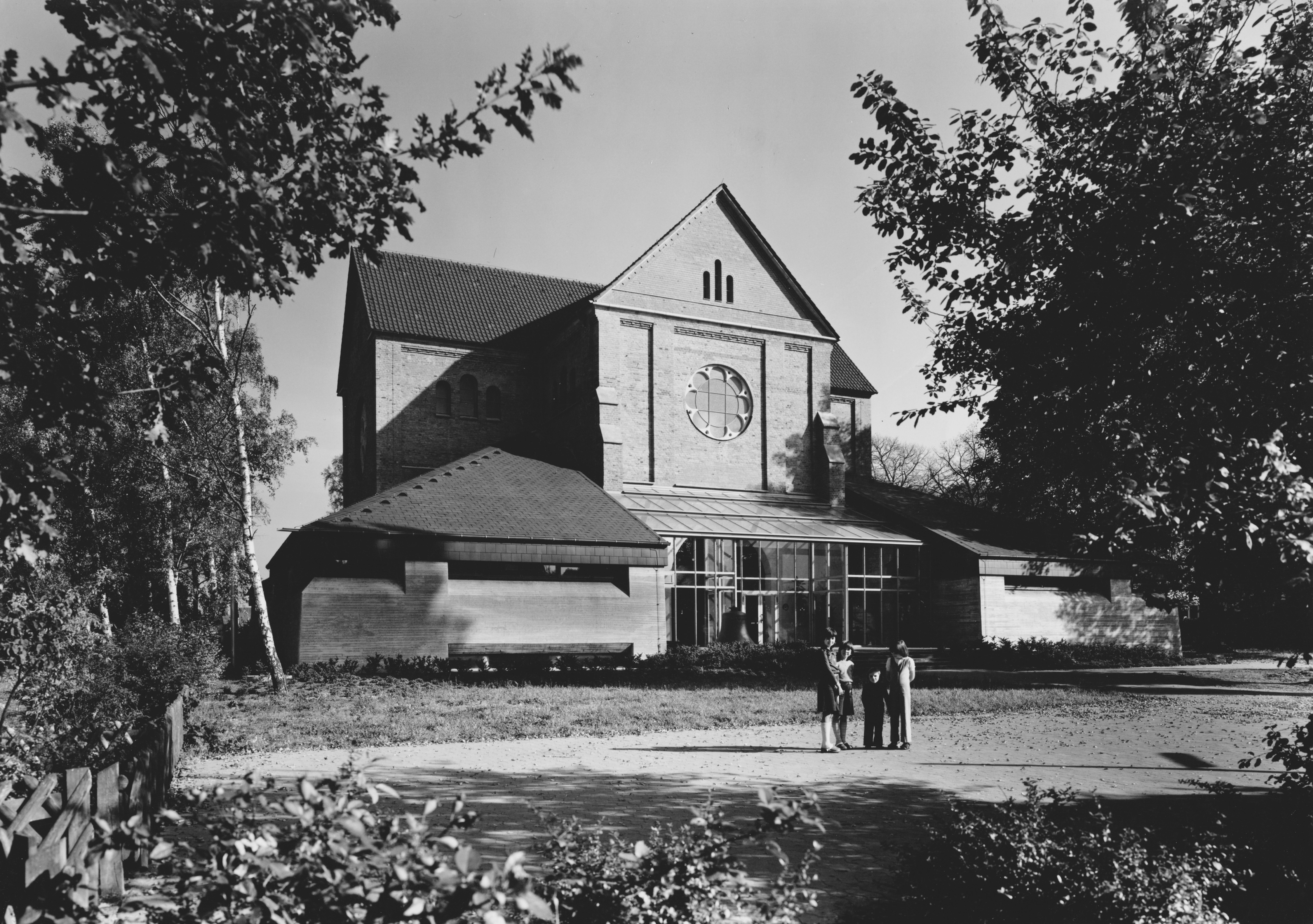
Kirche St. Marien in Herten-Langenbochum
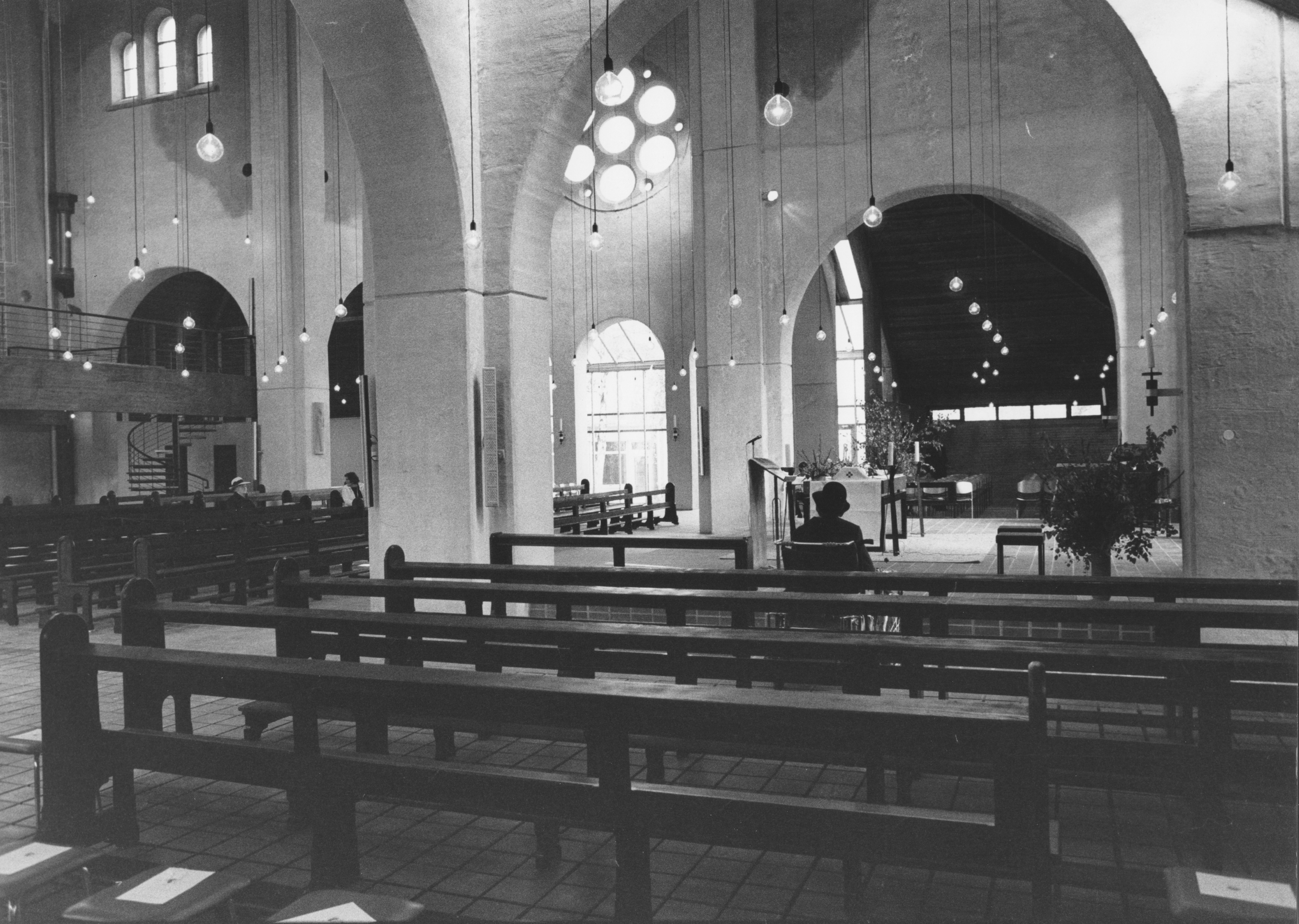
Kirche St. Marien in Herten-Langenbochum Innensicht
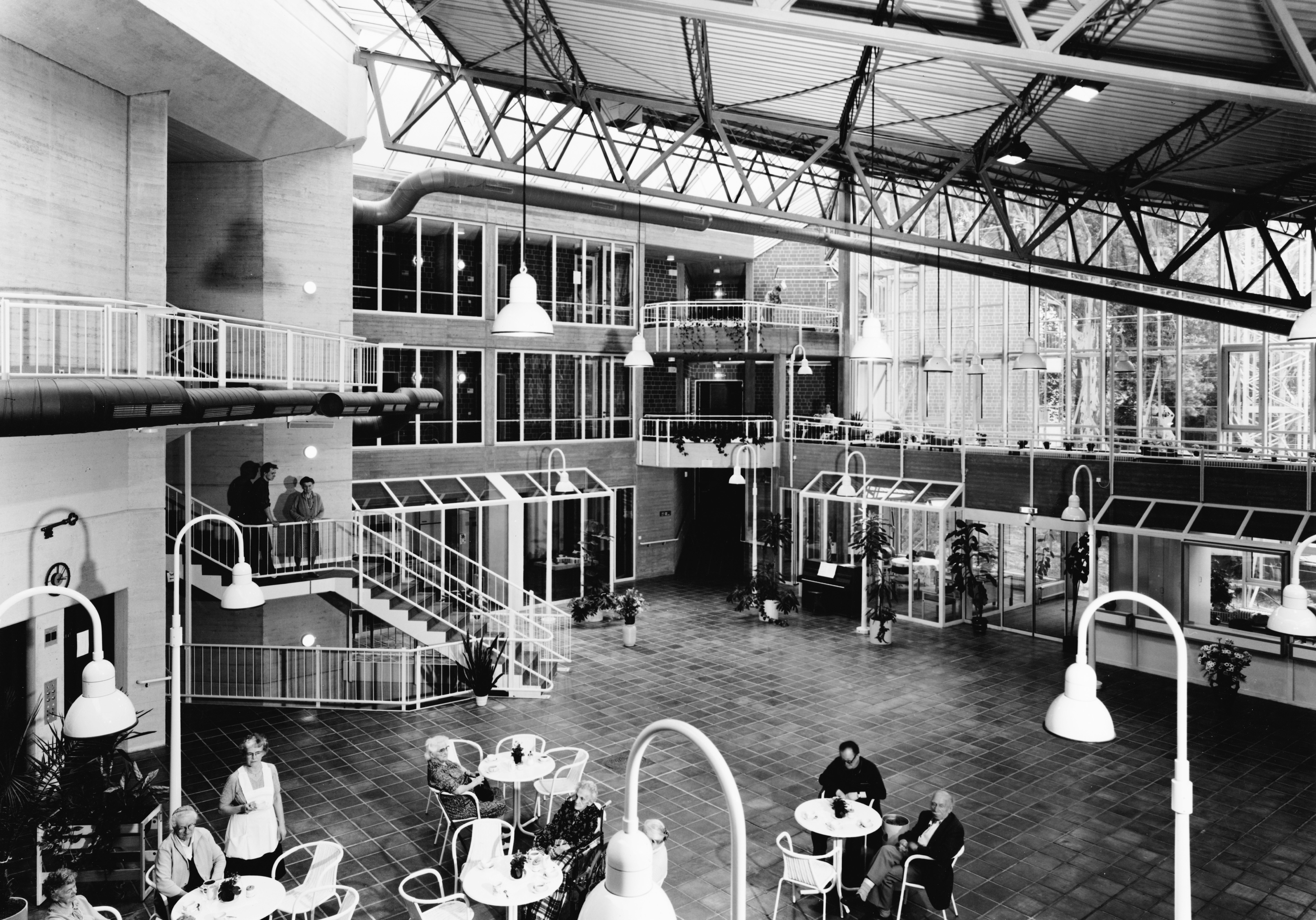
Altenzentrum Haus Greefsgarten in Viersen
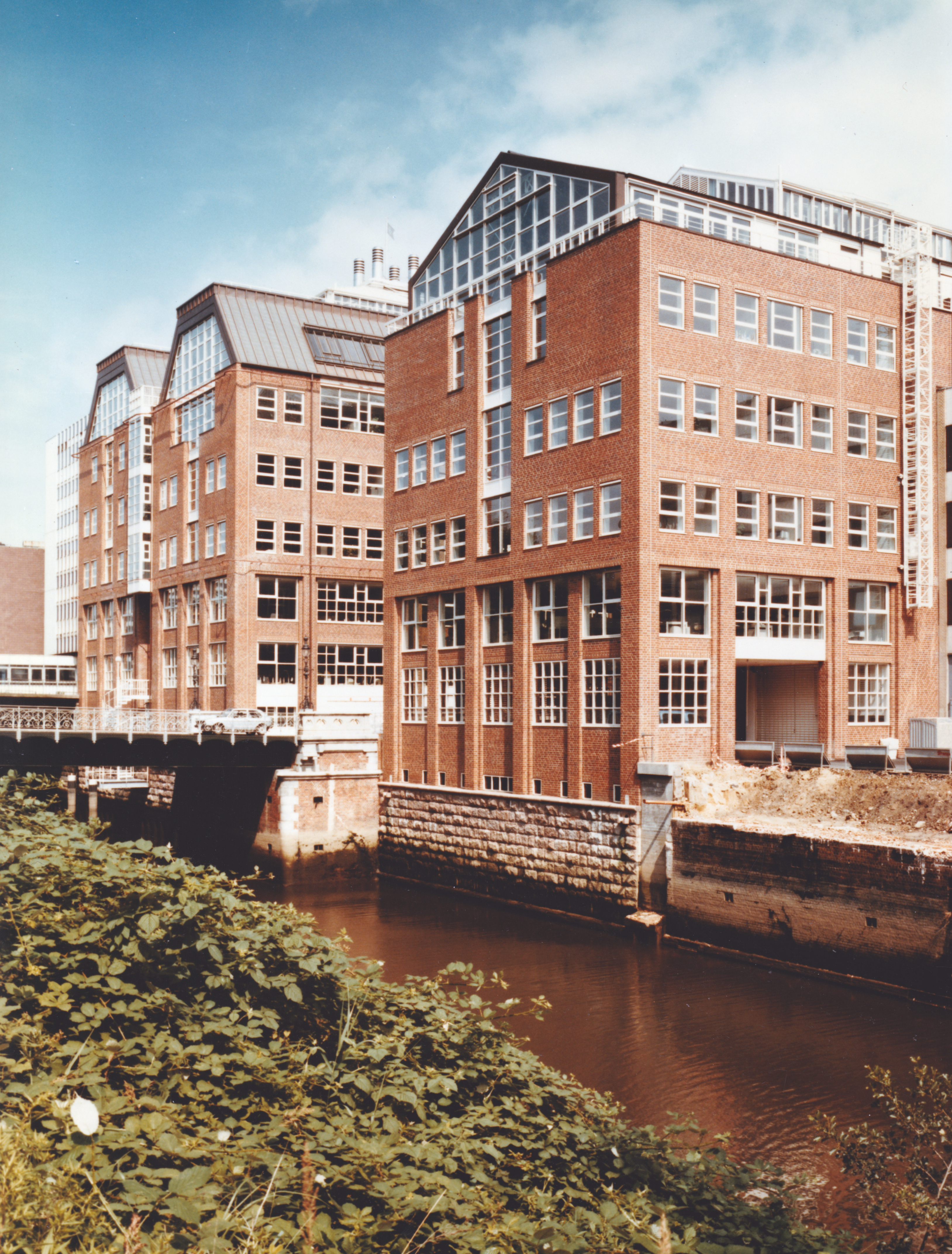
Kontorhäuser Hamburg
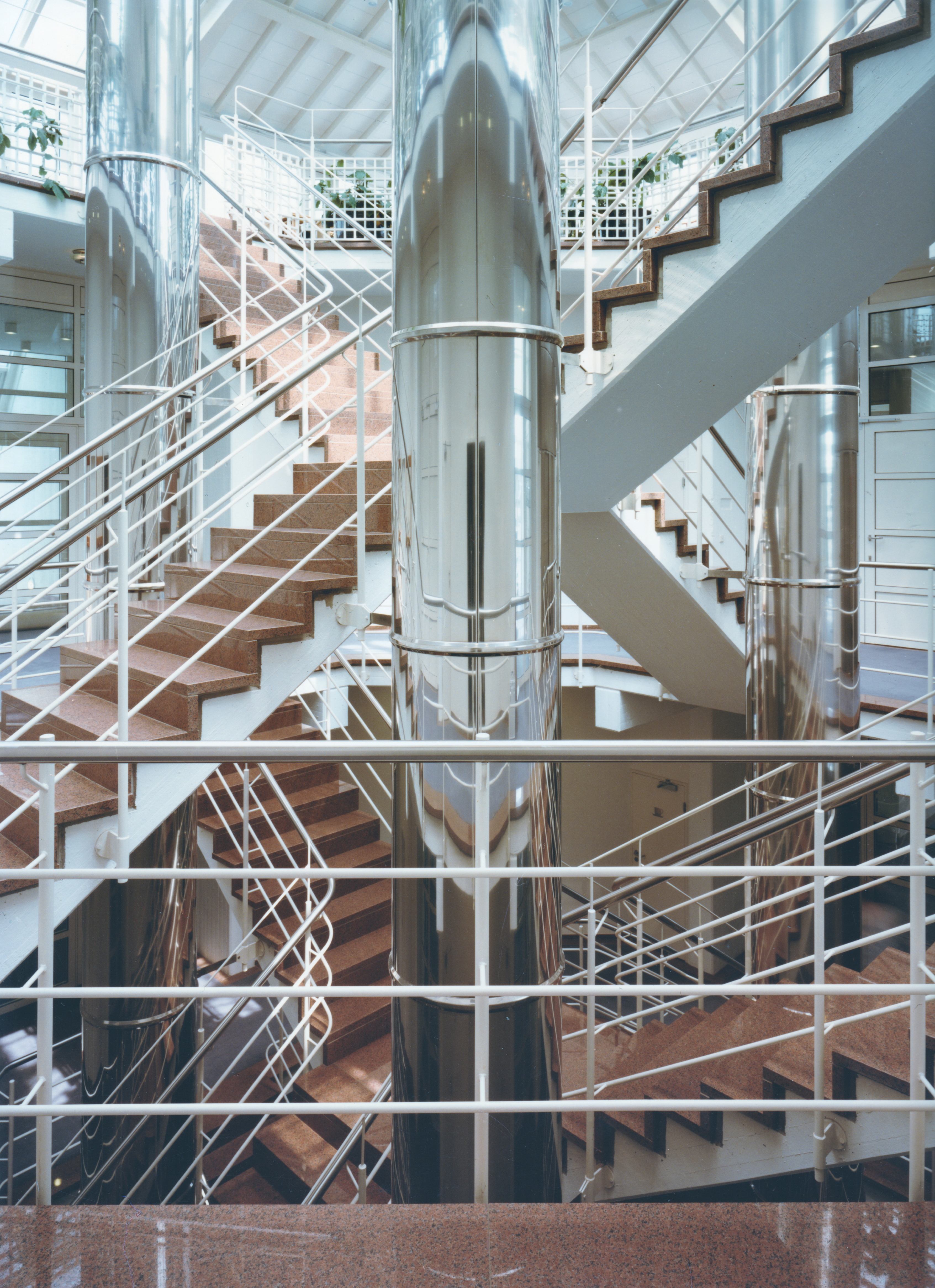
Kontorhäuser Hamburg Treppenhaus
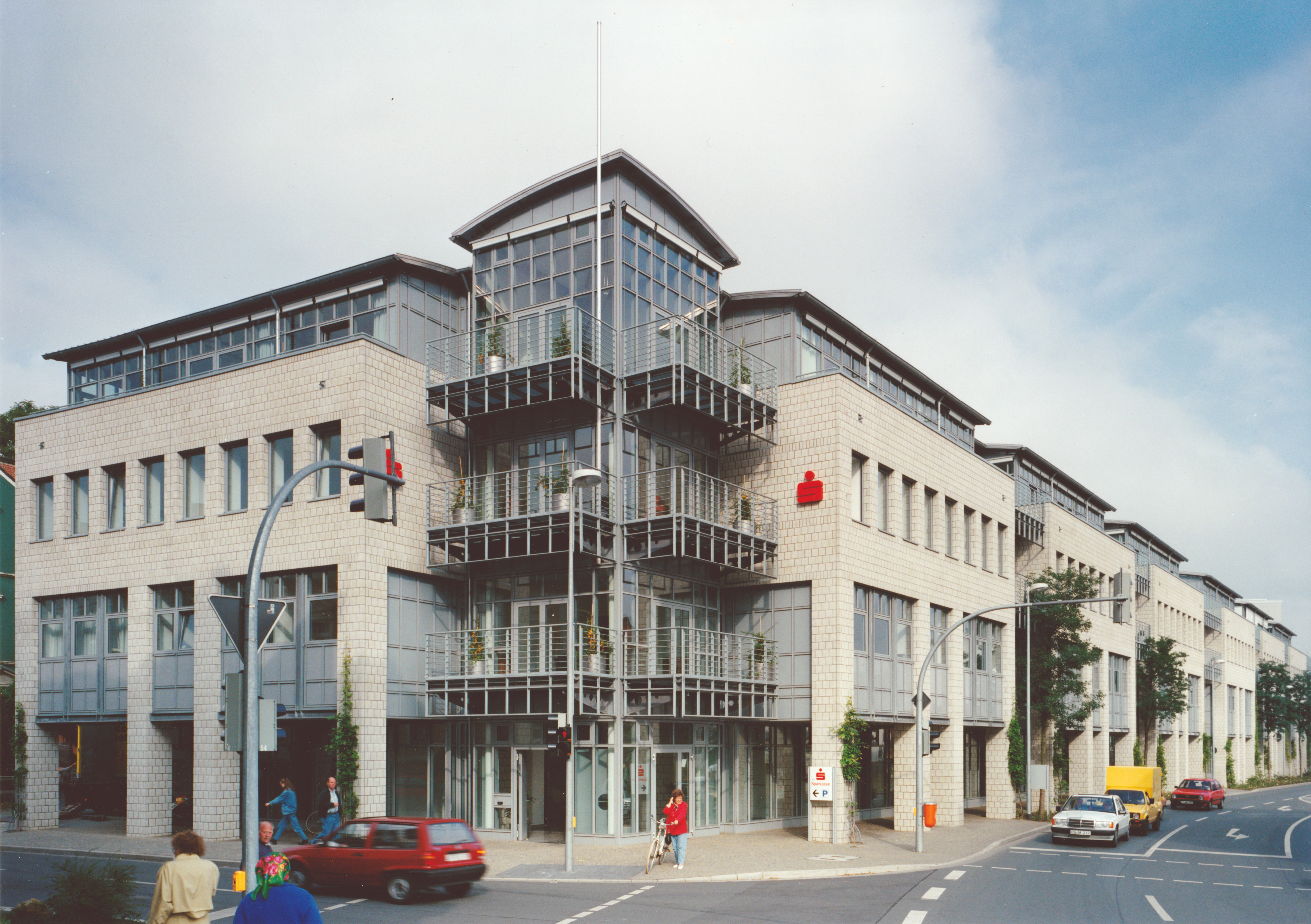
Sparkasse Detmold 1993
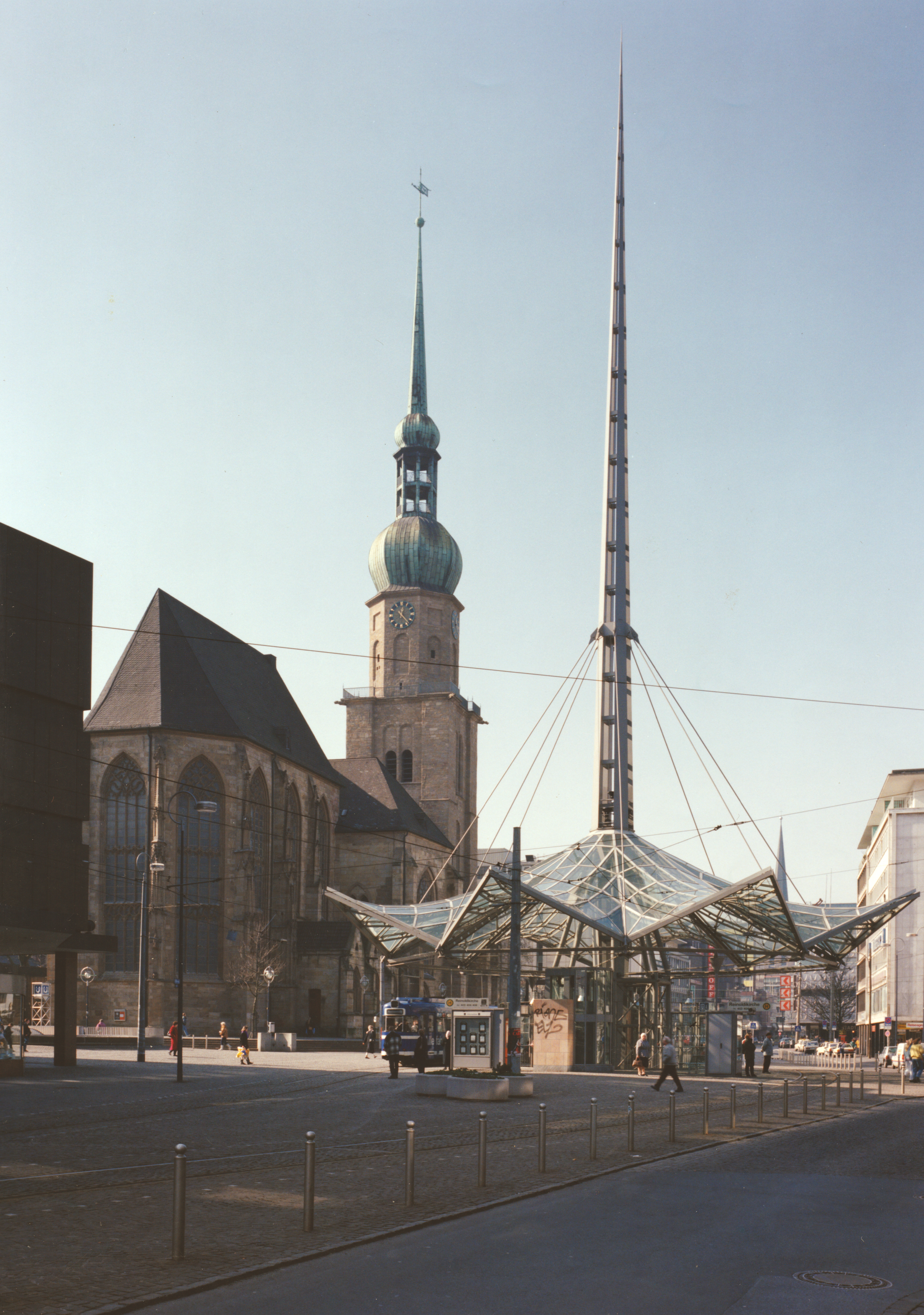
Stadtbahnhaltestelle Reinoldi Dortmund
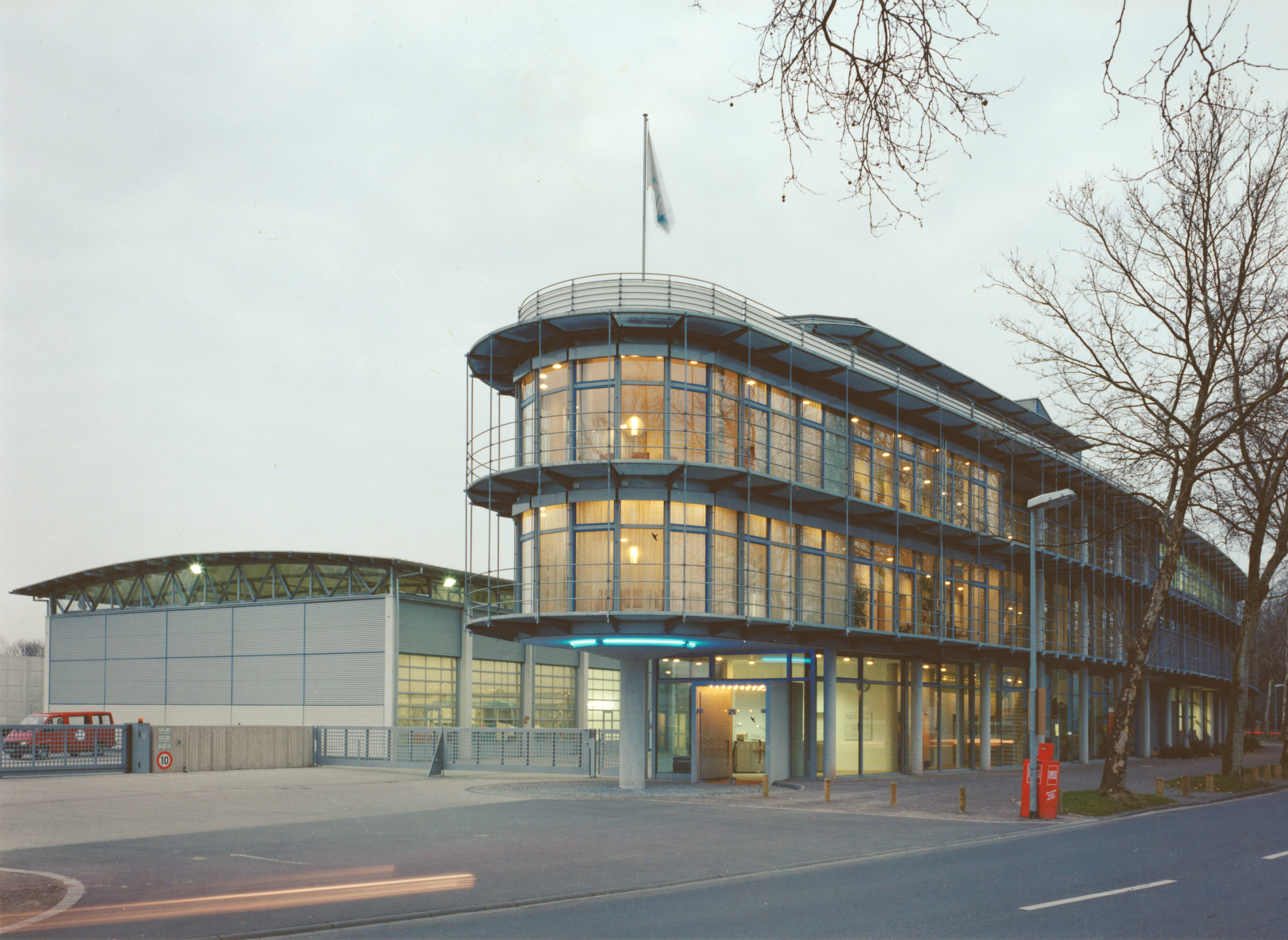
Betriebsgebäude RHENAG in Siegburg
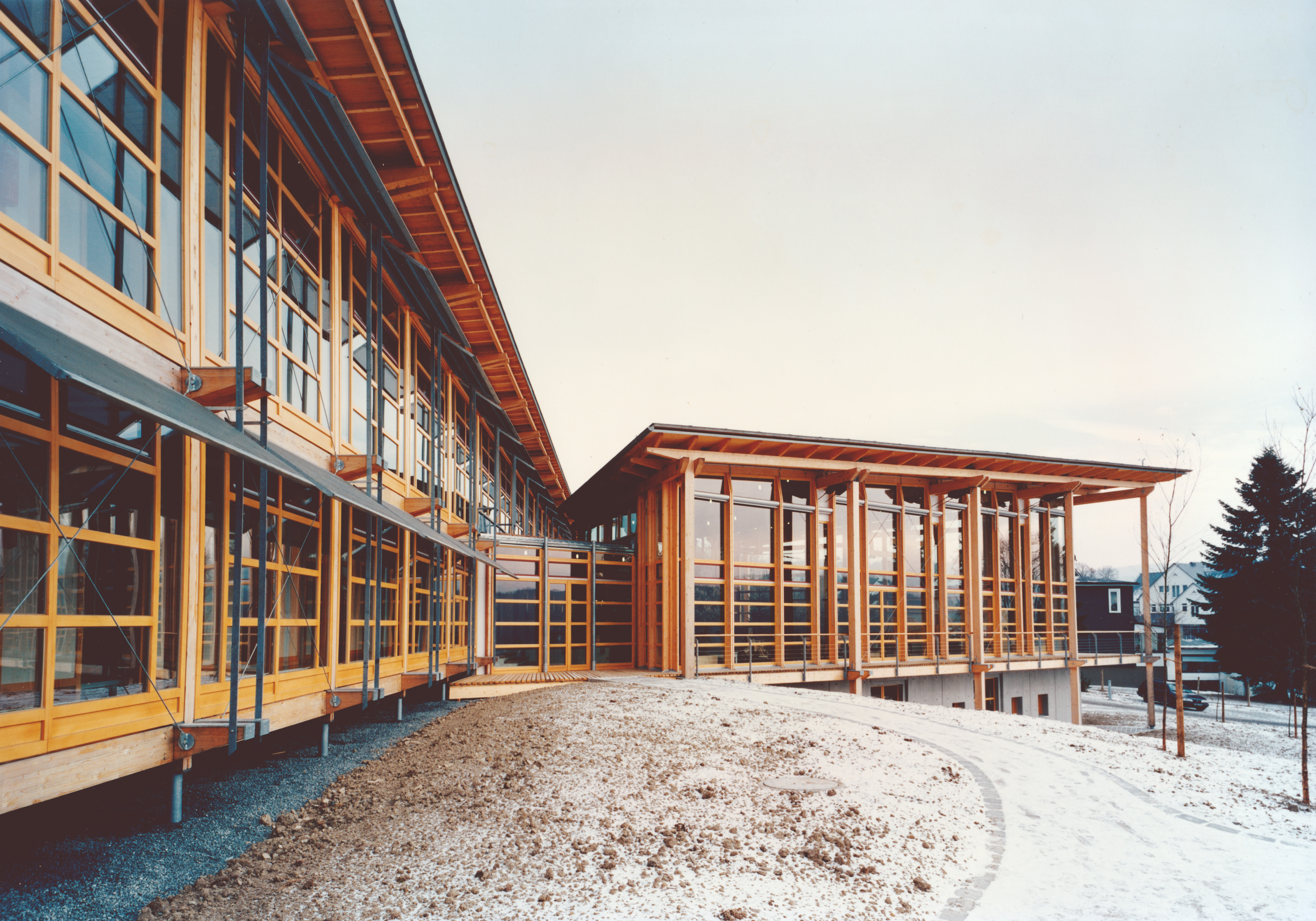
Infozentrum Holzindustrie in Schmallenberg
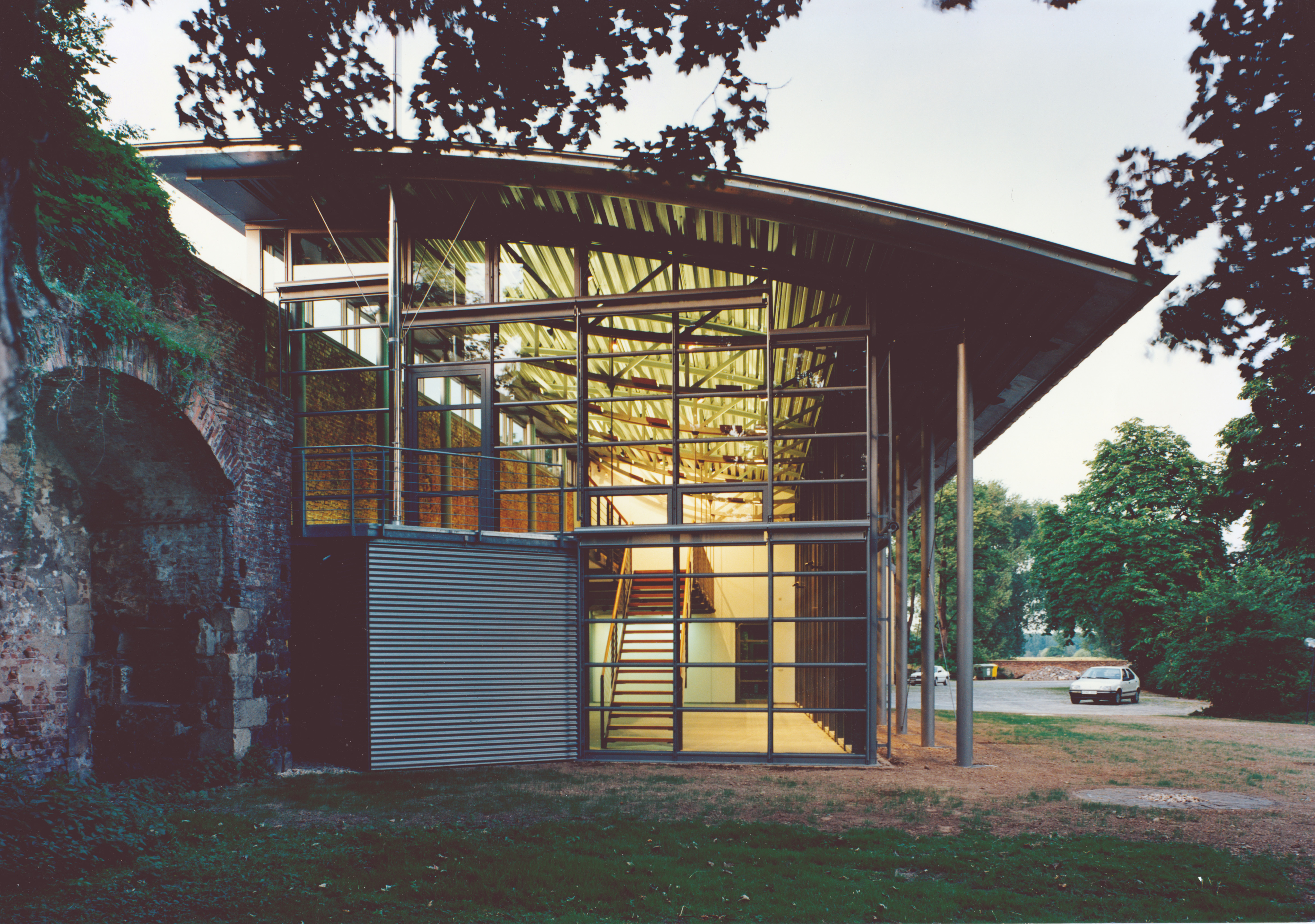
Museum Burg Friedestrom in Zons
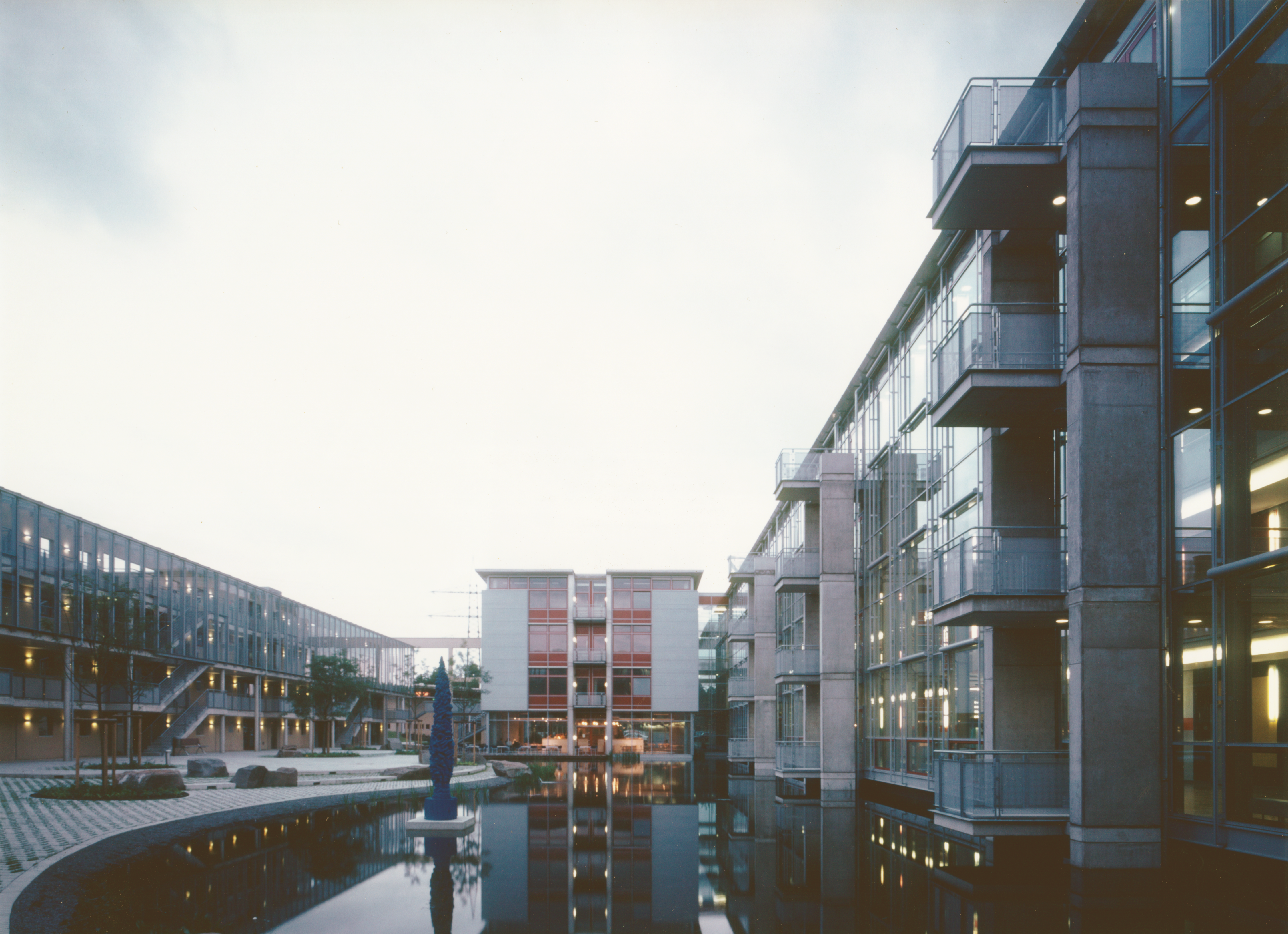
Europäisches Bildungswerk der Wohnungs- und Immobilienwirtschaft Bochum
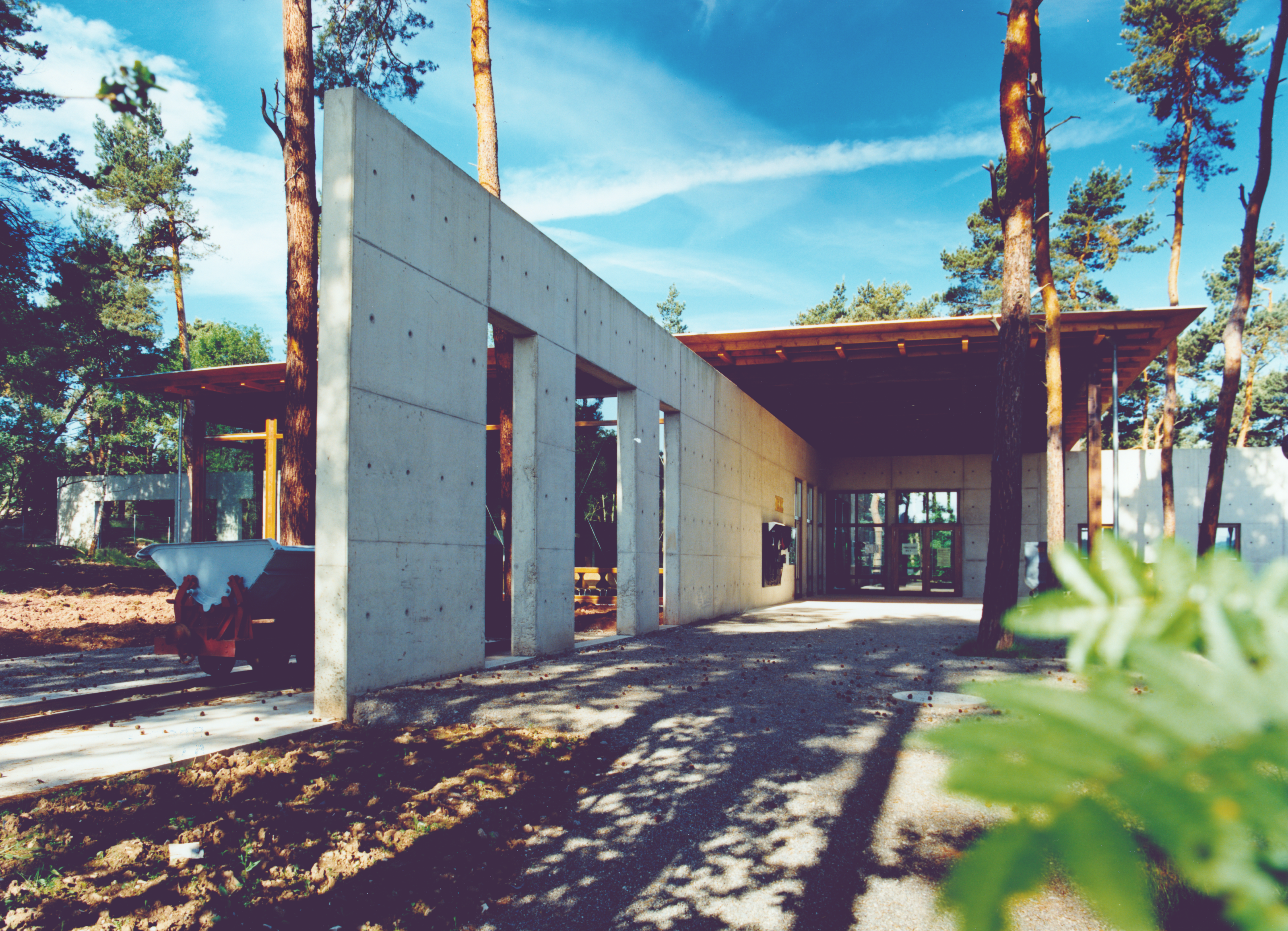
Bergbaumuseum Mechernich
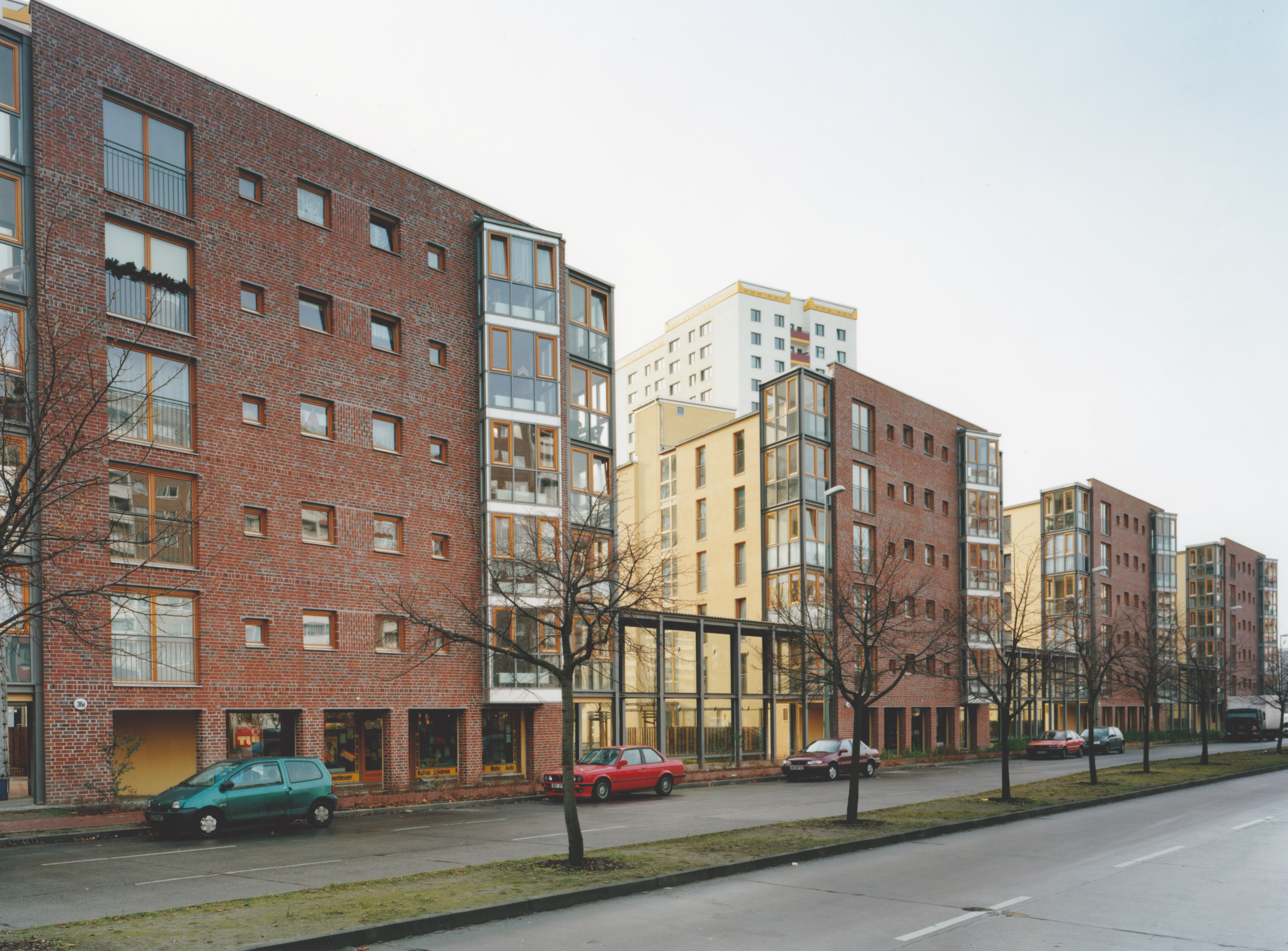
Mehrower Allee Wohnungsbau Berlin-Marzahn
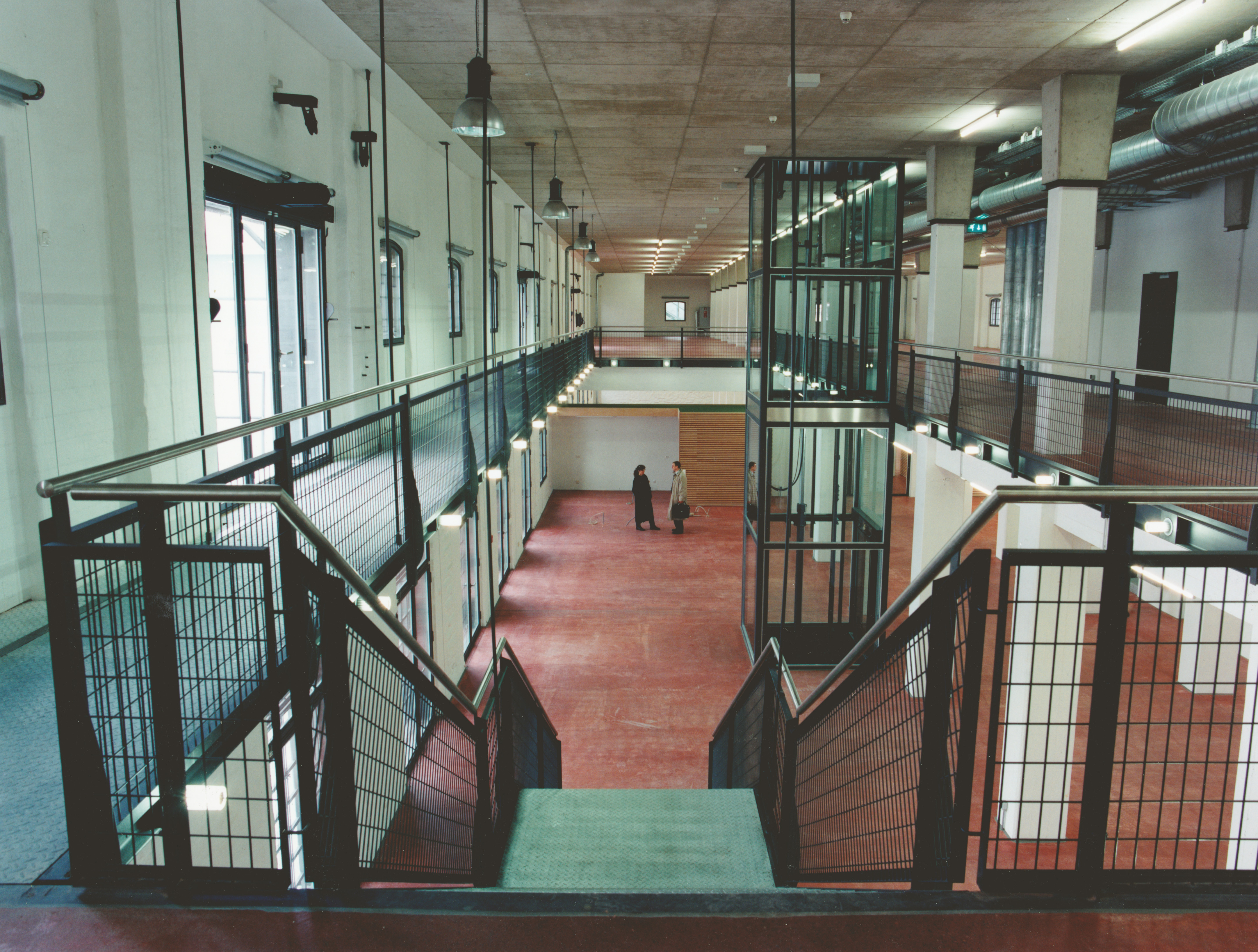
Deutsches Sport und Olympia Museum Köln – Innensicht
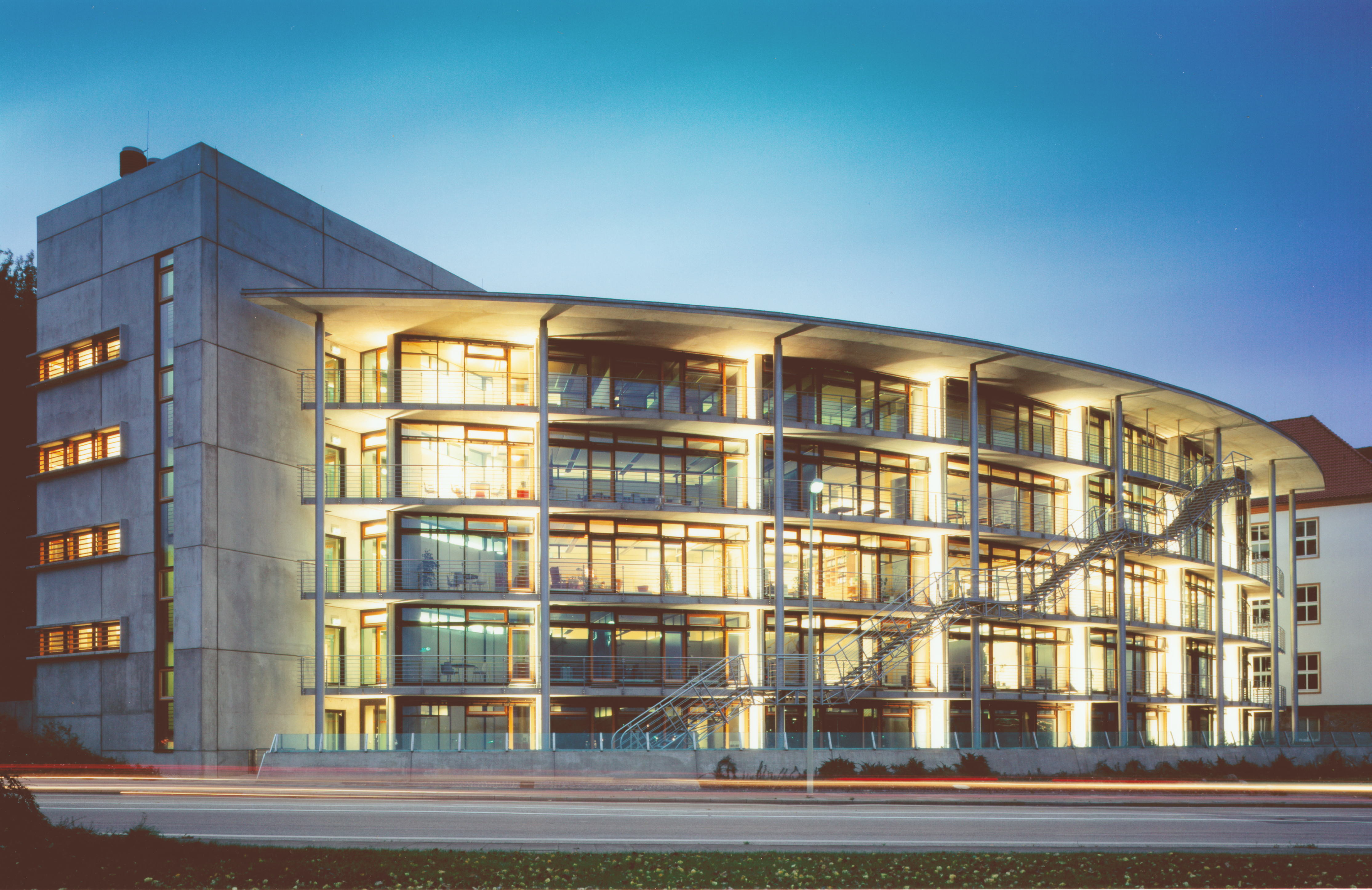
Institut für Weltwirtschaft Kiel

Walter von Lom wurde 1975 mit dem Förderpreis des Landes NRW ausgezeichnet, 1977 mit dem DEUBAU-Preis für seine Neubauten an der Marktplatz-Westseite in Lemgo. Sein 1975 errichtetes Wohn- und Bürohaus Rheingasse wurde vielfach prämiert, mit dem Kölner Architekturpreis 1975, dem Architekturpreis Beton 1977, dem Preis für vorbildliche Bauten NRW 1979. Der Bau machte beispielhaft Loms klares, rücksichtsvolles Miteinander von neuer und alter Bausubstanz deutlich. Aus dieser Haltung entstanden 1977 das Freilichtmuseum Kommern (Kölner Architekturpreis 1980, Holzpreis NRW 1982), 1979 der Umbau von St. Marien in Herten (Architekturpreis BDA Münster), 1985 das Altenzentrum St. Vincenz in Köln (BDA-Preis NRW), 1999 das Deutsche Sport und Olympia Museum im Rheinauhafen Köln.
1987 gewann er den Wettbewerb zum Ausbau des Auswärtigen Amtes Bonn, 1992 den des Europäischen Bildungswerkes der Wohnungs- und Immobilienwirtschaft Bochum, 1994 den städtebaulichen Entwicklungsplan Marzahner Mehrower Allee in Berlin. Zwischen 1980 und 2000 erhielt Lom nahezu jährlich einen Architekturpreis. Er nahm an über 200 Architekturwettbewerben teil und gewann mehr als die Hälfte. Insgesamt hat Lom mehr als 120 Bauten realisiert.

## Bauten (Auswahl)
- 1973–1977 Innenstadtsanierung Lemgo[14]
- 1973–1992 Büro- und Wohnhaus Köln, Rheingasse 14 und 16
- 1973–1977 Kramerstraße 6/8 in Lemgo[15]
- 1974–1977 Magazine des Freilichtmuseums Kommern[16]
- 1974–1977 Kirche St. Marien in Herten-Langenbochum
- 1977–1984 Altenzentrum Haus Greefsgarten Viersen[17]
- 1978–1984 Altenzentrum St. Vincenz in Köln
- 1980–1986 Kaufhaus Leffers Bonn[18]
- 1985–1987 Kontorhäuser Hamburg[19]
- 1985–1988 Museum für Angewandte Kunst MAKK Köln[20]
- 1986–1993 Auswärtiges Amt Bonn[21]
- 1986–1993 Sparkasse Detmold[22]
- 1986–1993 Stadtbahnhaltestelle Reinoldi Dortmund[23]
- 1989–2003 Betriebsgebäude Rhenag in Siegburg[24]
- 1990–1993 Info-Zentrum Holzindustrie Schmallenberg[25]
- 1991–1994 Museum Burg Friedestrom Zons[26]
- 1992–1997 Europäisches Bildungswerk der Wohnungs- und Immobilienwirtschaft Bochum[27]
- 1993–1995 Bergbaumuseum Mechernich[28]
- 1993–1994 Kunstmuseum als Erweiterung des Bomann-Museums in Celle[29]
- 1994–1998 Mehrower Allee Marzahn Berlin[30]
- 1996–1999 Deutsches Sport und Olympia Museum Köln
- 1996–2001 Institut für Weltwirtschaft Kiel[31]